# 溫鎮區 (北達科他州伯利縣)
溫鎮區（英語：Wing Township）是位於美國北達科他州伯利縣的一個鎮區。

## 地方資料
溫鎮區的面積為91.77平方千米，當中陸地面積為91.73平方千米，而水域面積為0.04平方千米。根據2010年美國人口普查的數據，當地共有人口27人，而人口密度為每平方千米0.29人。